# Anelytra robusta
Anelytra robusta är en insektsart som beskrevs av Sigfrid Ingrisch 1990. Anelytra robusta ingår i släktet Anelytra och familjen vårtbitare. Inga underarter finns listade i Catalogue of Life.